# Jasmine Chasney
Pour l’article ayant un titre homophone, voir Chanet.
Jasmine Chasney est une monteuse française. 

## Filmographie
- 1956 : Les Hommes de la baleine, court métrage de Mario Ruspoli
- 1957 : La Déroute, court métrage d'Ado Kyrou
- 1958 : La Première Nuit, court métrage de Georges Franju
- 1958 : Du côté de la côte, court métrage d'Agnès Varda
- 1958 : La Joconde : Histoire d'une obsession, court métrage d'Henri Gruel
- 1959 : Hiroshima mon amour d'Alain Resnais
- 1959 : Les Astronautes, court métrage de Walerian Borowczyk
- 1960 : X.Y.Z., court métrage de Philippe Lifchitz
- 1961 : Une aussi longue absence de Henri Colpi
- 1961 : L'Année dernière à Marienbad de Alain Resnais
- 1963 : Codine d'Henri Colpi
- 1967 : Mona, l'étoile sans nom de Henri Colpi
- 1970 : Heureux qui comme Ulysse, d'Henri Colpi
- 1970 : Les Derniers Hivers, court métrage de Jean-Charles Tacchella